# Maggie Aderin-Pocock
Margaret Ebunoluwa Aderin-Pocock MBE (nhũ danh: Aderin; sinh ngày 9 tháng 3 năm  1968) là một nhà khoa học không gian và nhà giáo dục khoa học người Anh. Bà là một Trợ lý Nghiên cứu danh dự tại Khoa Vật lý và Thiên văn học của Đại học Luân Đôn. Kể từ tháng 2 năm 2014, bà đã đồng dẫn chương trình truyền hình thiên văn dài kỳ  The Sky at Night cùng với Chris Lintott.

## Cuộc đời và học vấn
Aderin-Pocock sinh ra ở Luân Đôn vào ngày 9 tháng 3 năm 1968 có cha mẹ  người Nigeria tên là Caroline Philips và Justus Adebayo Aderin, bà lớn lên ở  Camden, Luân Đôn. Tên của bà "Ebunoluwa" bắt nguồn từ tiếng Yoruba có nghĩa là "món quà" và Oluwa có nghĩa là "Thiên Chúa", cũng là một dạng biến thể của từ "Oluwabunmi" hoặc "Olubunmi", có nghĩa là "món quà của Chúa" trong tiếng Yoruba. Bà theo học trường La Sainte Union Convent ở Bắc Luân Đôn.  Bà mắc chứng khó đọc và khi còn nhỏ bà nói với một giáo viên muốn trở thành một phi hành gia, và được đề nghị nên thử làm điều dưỡng, "bởi vì đó cũng là khoa học". Bà đã đạt được bốn Trình độ A trong toán học, vật lý, hóa học và sinh học.
Bà học tại Đại học Imperial College Luân Đôn, tốt nghiệp bằng Cử nhân Vật lý năm 1990 và hoàn thành bằng tiến sĩ về kỹ thuật cơ khí, dưới sự hướng dẫn của giáo sư Hugh Spikes vào năm 1994.

## Công trình
- Aderin-Pocock, Maggie. "The Knowledge: Stargazing"  Publisher: Quadrille Publishing Ltd, 10 Sept 2015, ISBN 1849496218, ISBN 978-1849496216
- Aderin, M. "Space Instrumentation: Physics and Astronomy in Harmony?" Paper presented at the Engineering and Physics - Synergy for Success, ngày 5 tháng 10 năm 2006, UK.
- Aderin, Maggie (2007). "A Different Sort of School Run". Astronomy & Geophysics. Quyển 48 số 5. tr. 10–11. Bibcode:2007A&G....48e..10.. doi:10.1111/j.1468-4004.2007.48510.x.
- Barlow, M. J., A. S. Hales, P. J. Storey, X. W. Liu, YG Tsamis, and M. E. Aderin. "Bhros High Spectral Resolution Observations of Pn Forbidden and Recombination Line Profiles." Proceedings of the International Astronomical Union 2, no. Symposium S234 (2006): 367–68.
- Aderin, M. E. "Bhros Installation and System Performance." Paper presented at the Ground-based Instrumentation for Astronomy, 21–ngày 25 tháng 6 năm 2004, USA.
- Aderin, M., I. Crawford, P. D'Arrigo, and A. Charalambous. "High Resolution Optical Spectrograph (Hros): A Summary of Progress." Paper presented at the Conference on Optical and IR Telescope Instrumentation and Detectors, 27–ngày 31 tháng 3 năm 2000, Munich, Germany.
- Aderin, M. E., and I. A. Burch. "Countermine: Hand Held and Vehicle Mounted Mine Detection." Paper presented at the Second International Conference on Detection of Abandoned Land Mines, 12–ngày 14 tháng 10 năm 1998, Luân Đôn, UK.
- Aderin, Margaret Ebunoluwa. "Interferometric Studies of Very Thin Lubricant Films in Concentrated Contacts." Thesis (Ph D and D I C) - Department of Mechanical Engineering, Imperial College, Luân Đôn, 1995.
- Gunsel, S.; Spikes, H. A.; Aderin, M. (1993). "In-Situ Measurement of Zddp Films in Concentrated Contacts". S T L E Tribology Transactions. Quyển 36 số 2. tr. 276–82. doi:10.1080/10402009308983159.
- Aderin, M. E.; Johnston, G. J.; Spikes, H. A.; Balson, T. G.; Emery, M. G. (1993). "Film-Forming Properties of Polyalkylene Glycols". Journal of Synthetic Lubrication. Quyển 10 số 1. tr. 23–45. doi:10.1002/jsl.3000100103.
- Cann, P.M., M. Aderin, G.J. Johnston, and H.A. Spikes. "An Investigation into the Orientation Oflubricant Molecules in Ehd Contacts." In Wear Particles: From the Cradle to the Grave, edited by D. Dowson, G. Dalmaz, T. H. C. Childs, C. M. Taylor and M. Godet. 209–18: Elsevier Science Publishers, 1992.
- Aderin, M.; Johnston, G. J.; Spikes, H. A.; Caporiccio, G. (1992). "The Elastohydrodynamic Properties of Some Advanced Hydrocarbon-Based Lubricants". Lubrication Engineering. Quyển 48 số 8. tr. 633–38.